# Raniero Cantalamessa
Raniero Cantalamessa, O.F.M. Cap. (Colli del Tronto, 22 de julio de 1934) es un cardenal católico italiano de la Orden de los Hermanos Menores Capuchinos y teólogo. Fue predicador de la Casa Pontificia desde 1980 hasta 2024, durante los pontificados de Juan Pablo II, Benedicto XVI y Francisco.

## Biografía

### Comienzos y educación
Raniero Cantalamessa nació en Colli del Tronto, Italia, el 22 de julio de 1934. Fue ordenado sacerdote en la orden capuchina en 1958. Tiene títulos de doctorado en teología y literatura clásica. Fue profesor de historia cristiana antigua y director del Departamento de Ciencias Religiosas de la Universidad Católica del Sagrado Corazón en Milán, renunciando en 1979. Cantalamessa también fue miembro de la Comisión Teológica Internacional desde 1975 hasta 1981.

### Predicador de la Casa Pontificia
En 1980, Cantalamessa fue nombrado predicador de la Casa Pontificia por el papa Juan Pablo II. Ha permanecido en esta posición bajo los pontificados del papa Benedicto XVI y del papa Francisco. En este cargo, proporciona meditaciones al papa y a otros funcionarios de la Curia romana cada viernes durante la Cuaresma y el Adviento, y es "la única persona autorizada para predicar al papa".
Cantalamessa, orador habitual, es miembro de la Delegación Católica para el Diálogo con las Iglesias Pentecostales. Actualmente tiene un programa semanal en la Radiotelevisión Italiana.
El papa Francisco, que ha deseado hacerle una visita en persona, y los obispos de los Estados Unidos (a través de la Conferencia de Obispos Católicos de los Estados Unidos y de su presidente, el cardenal Daniel DiNardo, de la Archidiócesis de Galveston-Houston), han elegido al padre Cantalamessa como predicador, homilista y director espiritual para su retiro, en el Seminario de Mundelein para lidiar con la crisis referente a los abusos sexuales de 2017-2018 en la Iglesia Católica de los Estados Unidos. Esta reunión tuvo lugar antes de una reunión de febrero de 2019 de las presidencias de todas las conferencias episcopales católicas del mundo con el papa Francisco en el Vaticano sobre la crisis de abuso y el encubrimiento en todo el mundo, después de la cual los Estados Unidos  y otras conferencias revisarían y establecerían nuevas pautas, estatutos y comisiones para hacer frente a la crisis, especialmente en lo que respecta a los abusos y encubrimientos efectuados por los mismos obispos, a diferencia de los laicos, religiosos, seminaristas, diáconos o sacerdotes.

### Declaraciones notables
En 1988, Cantalamessa, en su libro «El misterio de la Navidad» (Sídney: St. Paul's Publications, 1988) hizo una declaración sobre las relaciones judeocristianas, reconociendo que la Iglesia debe revaluar su identidad basándose en sus raíces judías: "La religión judía ha comenzado a reconocer a Jesús como "la gloria de Israel". Reconocen abiertamente a Jesús como el Mesías y se llaman a sí mismos "judíos mesiánicos". […] Esto nos ayuda a superar ciertas perspectivas sombrías nuestras, haciendo que nos demos cuenta de que el gran cisma original que afecta a la Iglesia y la empobrece no es tanto el cisma entre Oriente y Occidente o entre católicos y protestantes, como el más radical entre la Iglesia e Israel". Luego escribió:" No estamos diciendo esto en un espíritu de proselitismo sino en un espíritu de conversión y obediencia a la Palabra de Dios porque es cierto que la reunión de Israel con la Iglesia implicará un reordenamiento en la Iglesia; significará una conversión en ambos lados. También será una reunión de la Iglesia con Israel" (101).
En diciembre de 2006, Cantalamessa instó al Papa Benedicto XVI en un sermón de Adviento a declarar un día de ayuno y penitencia en respuesta a los delitos sexuales infantiles cometidos por el clero en la Iglesia católica. No hubo ninguna reacción reportada del papa.
En 2010, Cantalamessa causó controversia con su sermón durante las oraciones Viernes Santo en Basílica de San Pedro. Según los medios de comunicación, dio a entender que la cobertura sensacionalista de presuntos abusos de niños y encubrimientos dentro de la Iglesia católica era evidencia de anticatolicismo y tenía similitudes con los "aspectos más vergonzosos del antisemitismo". Cantalamessa respondió que estaba leyendo directamente de una carta recibida a principios de semana de un amigo judío; el escritor de la carta no identificado expresaba su desprecio por lo que consideraba un asalto flagrante de los medios contra el papa. Un portavoz del Vaticano, Federico Lombardi, luego dio una declaración diciendo que Cantalamessa no estaba hablando como funcionario del Vaticano. La declaración agregó que la comparación de Cantalamessa podría "conducir a malentendidos y no es una posición oficial de la Iglesia Católica".
El 29 de marzo de 2013, en una homilía el Viernes Santo pronunciada en Basílica de San Pedro, Cantalamessa predicó a favor de limpiar "el residuo de ceremonias, leyes y disputas pasadas, ahora solo escombros". Luego se refirió a San Francisco de Asís como un ejemplo de destructor creativo de las tradiciones eclesiales:

Como sucede con ciertos edificios antiguos, a lo largo de los siglos, para adaptarse a las necesidades del momento, se llenan de tabiques, escaleras, habitaciones y armarios. Llega el momento en que nos damos cuenta de que todos estos ajustes ya no satisfacen las necesidades actuales, sino que son un obstáculo, por lo que debemos tener el coraje de derribarlos y devolver el edificio a la simplicidad y linealidad de sus orígenes. Esta fue la misión que recibió un día un hombre que rezó ante el Crucifijo de San Damián: "Ve, Francisco, y repara mi Iglesia".

### Cardenal
Fue creado cardenal en el Consistorio celebrado el 28 de noviembre de 2020, asignándole la Diaconía de San Apolinar en las Termas Neronianas-Alejandrinas.

El 9 de noviembre de 2024 cesó como predicador de la Casa Pontificia.

## Obras
Raniero Cantalamessa es autor de varios libros sobre temas teológicos y espirituales. Esta es una selección de sus obras:
- Glorificad a Dios en vuestros cuerpos: nuestra llamada a la santidad horizontal (1986)
- El misterio de la Navidad: un comentario al Magníficat (1988)
- Jesucristo: el Sagrado Único Dios (1991)
- El Espíritu Santo: alma de la Evangelización (1992)
- La Eucaristía: nuestra santificación (1993)
- Pascua en la Iglesia primitiva (1993)
- El misterio de la Pascua (1993)
- El Espíritu Santo en la vida de Jesús: el misterio del Bautismo de Cristo (1994)
- El misterio de la Palabra de Dios (1994)
- Virginidad (1995)
- El poder de la Cruz (1996)
- El ascenso al Monte Sinaí (1996)
- Pobreza (1997)
- Vida en Cristo: un comentario espiritual sobre la Carta a los Romanos (1997)
- El misterio de Pentecostés (2002)
- Sanación espiritual (2003)
- Ven, espíritu creador: meditaciones sobre el Veni Creator (2003)
- Amando a la Iglesia (2005)
- Intoxicación sobria del espíritu (2005)
- Este es mi cuerpo (2005)
- Contemplando la Trinidad (2007)
- Beatitudes: ocho pasos a la Felicidad (2009)
- La mirada de la misericordia: un comentario sobre la misericordia divina y humana (2015)